# EHF-Europapokal der Pokalsieger der Frauen 1976/77
Am Europapokal der Pokalsieger 1976/77 nahmen 13 Handball-Vereinsmannschaften aus 13 Ländern teil. Diese qualifizierten sich in der vorangegangenen Saison in ihren Heimatländern im Pokalwettbewerb für den Europapokal. Bei der 1. Austragung des Pokalsiegerwettbewerbs, setzte sich der TSC Berlin aus der DDR im Finale gegen Spartak Baku mit 18:15 durch.

## 1. Runde
|                     | Gesamt |                      | Hinspiel | Rückspiel |
| ------------------- | ------ | -------------------- | -------- | --------- |
| Hapoel Ashkelon     | 07:53  | TSV GutsMuths Berlin | 01:28    | 06:25     |
| TSC Berlin          | 30:18  | Skjeberg IF          | 13:70    | 17:11     |
| AHC Zürich          | 24:52  | TJ Odeva Hlogovec    | 10:26    | 14:26     |
| Svendborg HK        | 22:25  | Csepel SC Budapest   | 12:12    | 10:13     |
| Belenenses Lissabon | 08:59  | Mora Swift Roermond  | 05:28    | 03:31     |

Durch ein Freilos zogen Hypobank City St. Pölten, Spartak Baku und RK Željezničar Sarajevo direkt in das Viertelfinale ein.

## Viertelfinale
|                          | Gesamt |                     | Hinspiel | Rückspiel |
| ------------------------ | ------ | ------------------- | -------- | --------- |
| TSV GutsMuths Berlin     | 22:21  | TJ Odeva Hlogovec   | 11:90    | 11:12     |
| TSC Berlin               | 38:23  | Mora Swift Roermond | 20:80    | 18:15     |
| Hypobank City St. Pölten | 29:42  | Spartak Baku        | 16:21    | 13:21     |
| RK Željezničar Sarajevo  | 30:33  | Csepel SC Budapest  | 18:17    | 12:16     |

## Halbfinale
|                    | Gesamt |                      | Hinspiel | Rückspiel |
| ------------------ | ------ | -------------------- | -------- | --------- |
| Spartak Baku       | 29:19  | TSV GutsMuths Berlin | 20:12    | 9:7       |
| Csepel SC Budapest | 25:45  | TSC Berlin           | 14:19    | 11:26     |

## Finale
Das Finale fand am 29. April 1977 in der Berliner Werner-Seelenbinder-Halle statt.
|            | Ergebnis |              |
| ---------- | -------- | ------------ |
| TSC Berlin | 18:15    | Spartak Baku |

| TSC Berlin | TSC Berlin | Spartak Baku | Spartak Baku         |
| | Freitag, 29. April 1977 um 18.00 Uhr in Berlin (Werner-Seelenbinder-Halle) Ergebnis: 18:15 (10:7) Zuschauer: 4.000 Schiedsrichter: Bolstad, Larsen ( Norwegen) | Freitag, 29. April 1977 um 18.00 Uhr in Berlin (Werner-Seelenbinder-Halle) Ergebnis: 18:15 (10:7) Zuschauer: 4.000 Schiedsrichter: Bolstad, Larsen ( Norwegen) | Flagge nicht bekannt |
| Ursula Müller, Martina Horn – Adelheid Zwillich, Roswitha Krause, Kristina Richter , Marion Tietz, Evelyn Matz, Karin Jänicke, Magrit Jirsch, Eveline Apler, Jenny Dau, Gabriele Koch Trainer: Kurt Lauckner | Babina – Rafiga Schabanowa, Ljudmila Schubina, Larissa Sawkina, Maslowa, Fux, Watschajewa, Korotkowa, Mamedowa Trainer: Sergej Awanessow                       | | Flagge nicht bekannt |
| Richter (8) Krause (3) Tietz (2) Matz (2) Jänicke (2) Zwillich (1) | Schabanowa (7) Schubina (3) Watschajewa (2) Sawkina (1) Fux (1) Mamedowa (1)                                                                                   | | Flagge nicht bekannt |
| – | 1 | | Flagge nicht bekannt |